# 小行星12442
小行星12442（12442 Beltramemass）是一颗绕太阳运转的小行星，为主小行星带小行星。该小行星于1996年2月23日发现。

## 轨道参数
小行星12442的轨道半长轴为3.0271694 UA，离心率为0.140。